# Grünbrücke Kalkofen
Die Grünbrücke Kalkofen ist eine 2002 über die A 98 fertiggestellte Grünbrücke, die sich zwischen der Anschlussstelle Lörrach-Ost und dem Autobahndreieck Hochrhein im Abschnitt zwischen der Dultenaugrabenbrücke und der Dorfbachtalbrücke befindet.

## Beschreibung
Die Brücke besteht aus einem aus Stahlbeton gefertigten Gewölberahmen und ist 50 Meter lang und 58,3 Meter breit. Die Baukosten betrugen 3,06 Millionen Euro. Bei Querungshilfen dieser Art ist nach § 42 Abs. 6 Jagd- und Wildtiermanagementgesetz (JWMG) die Jagdausübung in einem Umfeld von 250 Metern im Zugangsbereich untersagt. Das damit geschützte Gebiet umfasst bei der Grünbrücke Kalkofen 16,3 Hektar.